# Port Alberni
Port Alberni ist eine Stadt mit knapp 18.000 Einwohnern in der kanadischen Provinz British Columbia. Sie befindet sich auf der Insel Vancouver Island am Ende des Alberni Inlet und ist Hauptort des Verwaltungsbezirks Alberni-Clayoquot.
Für die Wirtschaft der Region, aber auch die Kultur der First Nations, ist der Pacific-Rim-Nationalpark ebenso von erheblicher Bedeutung wie der Strathcona Provincial Park und der Sproat Lake.

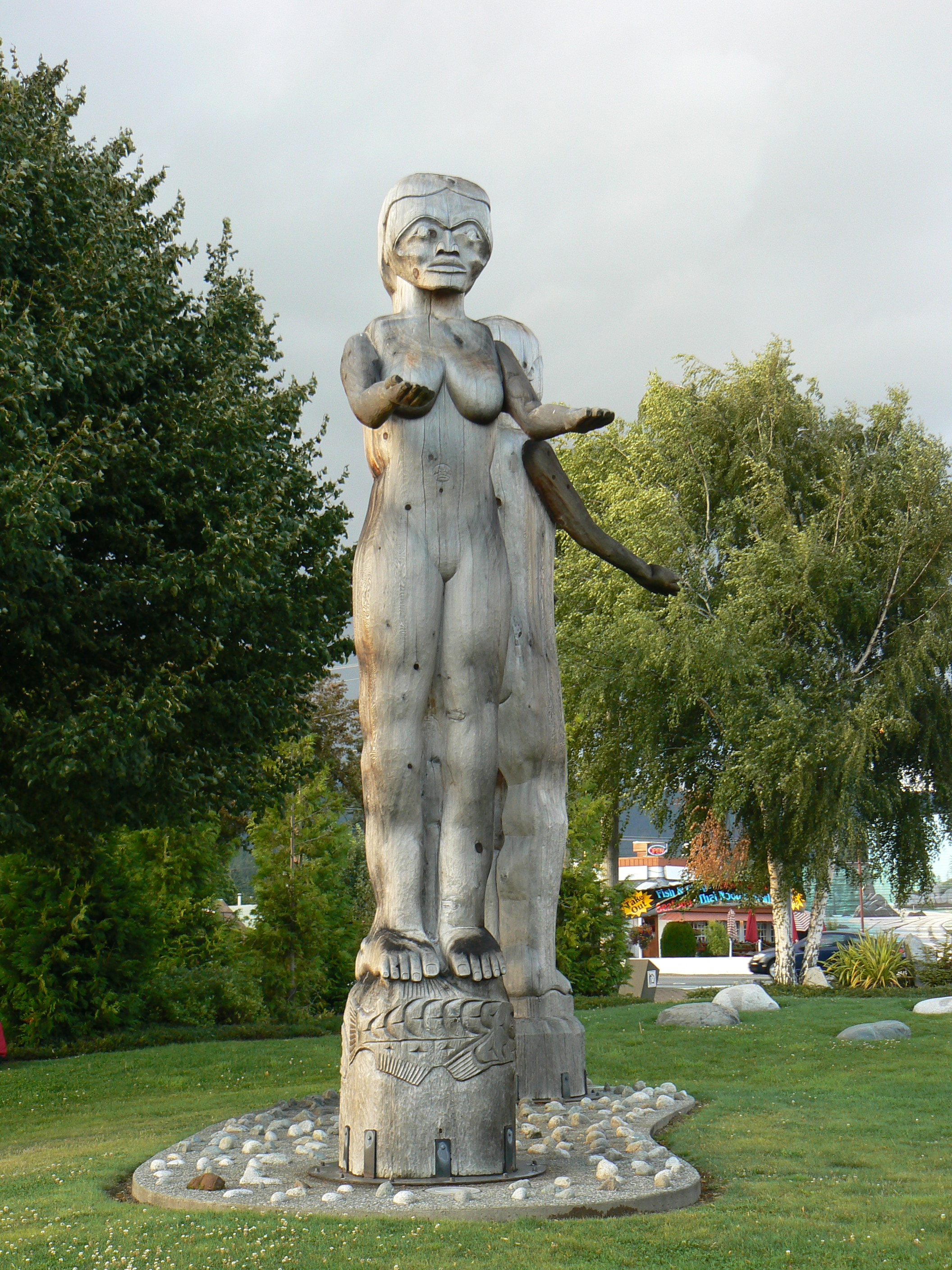
Willkommensstatue der Hupacasath in Port Alberni

In Port Alberni und im Großraum der Stadt leben Angehörige der Nuu-chah-nulth, beispielsweise von den in der Region ansässigen First Nations der Tseshaht, Hupacasath, Huu-ay-aht oder Hesquiaht. Das umgebende Areal im engeren und in einem weiteren regionalen Sinn wird auch Alberni Valley genannt, das die Stadt Port Alberni und die angrenzende Gemeinden umfasst.

## Geschichte
Die Stadt wurde nach dem katalanischen Kapitän Don Pedro de Alberni (1747–1802) benannt, der in den Jahren 1790 bis 1792 auf Nootka Island die einzige spanische Festung in Kanada befehligte. Der Ort verdankt die Benennung dem spanischen Leutnant Francisco de Eliza (1759–1825), der das gute Verhältnis Albernis zu den Indianern zu schätzen wusste.
In den 1860er Jahren erfolgte die Besiedlung des Ortes durch englische Betreiber einer Sägemühle, die von der Anderson Company geführt wurde. Dagegen wehrten sich die Indianer vergebens durch den Bau von Barrikaden.
1856 wurde Adam Horne, ein schottischer Pelzhändler der Hudson’s Bay Company, ausgeschickt, um einen Pfad quer über Vancouver Island anzulegen. Bekannt war ein Pfad der Nuu-chah-nulth, der bei Qualicum begann. Horne fand den Pfad, der zum Alberni Valley führte. Er ist heute als Horne Lake Trail bekannt. Über ihn kamen einige Siedler in das Alberni-Tal.

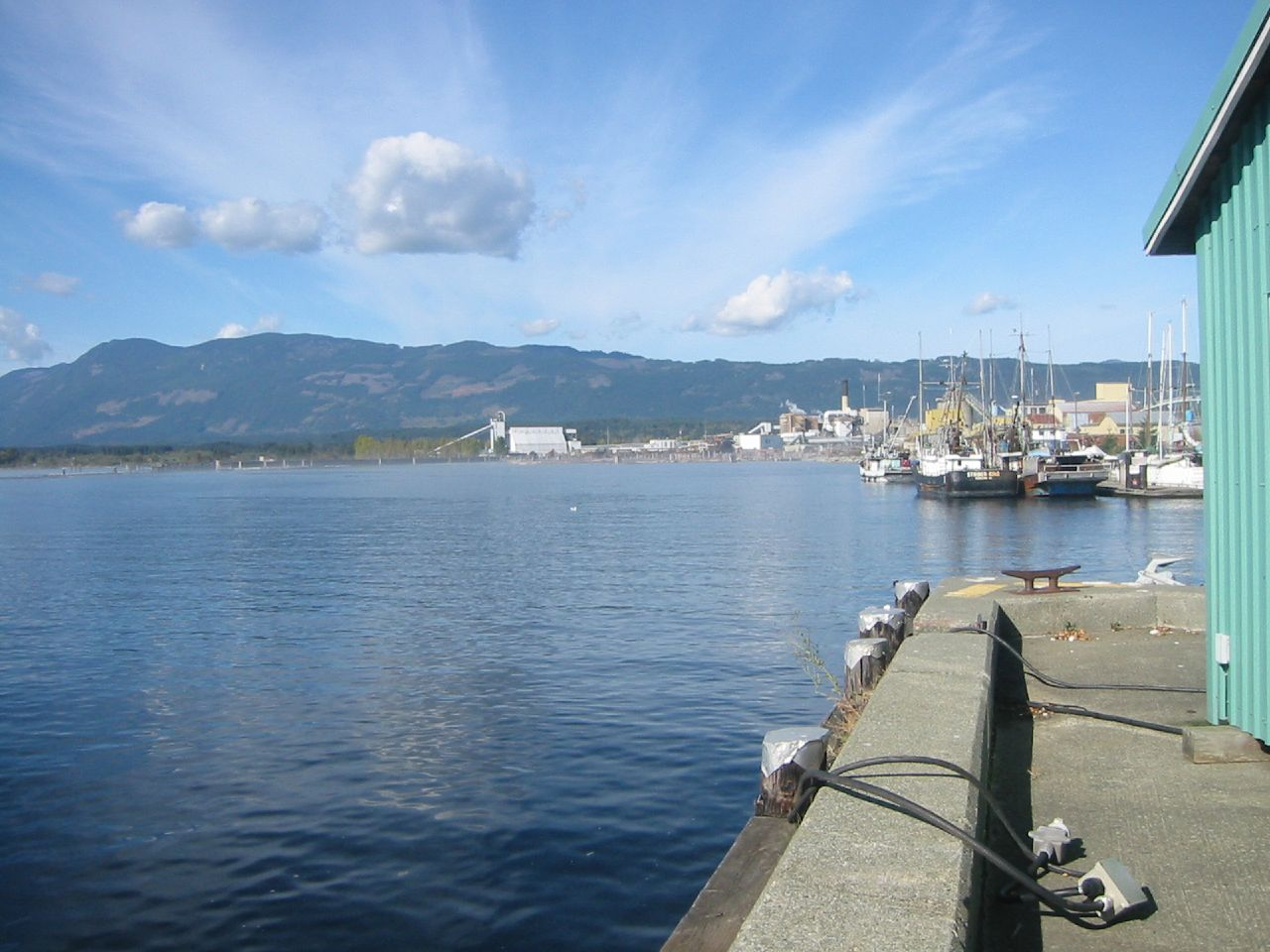
Hafen in Port Alberni

Die ursprüngliche Sägemühle, die Captain William Stamp 1858 errichtete, war ein wirtschaftlicher Misserfolg, doch in den 1880er Jahren folgten weitere, später sogar die einzige dampfgetriebene Sägemühle Kanadas, die McLean Mill, die von 1926 bis 1965 betrieben wurde. Seit 1989 ist die Mühle eine so genannte National Historic Site of Canada. Im Alberni Valley Museum bemüht man sich, die Geschichte der Region, einschließlich der Nuu-chah-nulth-Geschichte darzustellen. Schon 1861 brachte die Anderson Company auf der Basis von Landvergaben durch Gouverneur James Douglas Holz vom Somass River. Ein Jahr später wurde Gold am China Creek entdeckt, in den 1890er Jahren folgten weitere kleine Funde im Alberni Inlet am China Creek und am Mineral Creek. Die Goldsuche erstreckte sich bis weit in die 1960er Jahre.
A. B. Rogers, ein Landvermesser, kam Ende des 19. Jahrhunderts in den Ort, um für die Canadian Pacific Railway zu arbeiten. Nach ihm ist ein Bach benannt, der mitten durch Port Alberni fließt, der Rogers Creek. 1912 wurde der Ort inkorporiert, erhielt also eine eigene Stadtregierung mit Bürgermeister, als die Esquimalt and Nanaimo Railway Port Alberni erreichte. Die Pläne der Canadian National Railway wurden jedoch fallengelassen.
Die Stadt wurde zum Zentrum des Holzeinschlags, da hier noch große Bestände von Riesen-Lebensbäumen und Douglasien bestanden, die jedoch weitgehend abgeholzt wurden. Die größten kanadischen Holzunternehmen wurden hier tätig, Sägemühlen entstanden. Während des Zweiten Weltkriegs verlagerte sich das Schwergewicht auf die Zellstoffproduktion, MacMillan Bloedel Limited dominierte das Alberni-Tal. Doch im Laufe der Sechziger- und Siebzigerjahre stieß die Holzindustrie an natürliche Grenzen, zudem wehrten sich die Bewohner gegen die Abholzung weiterer Wälder.

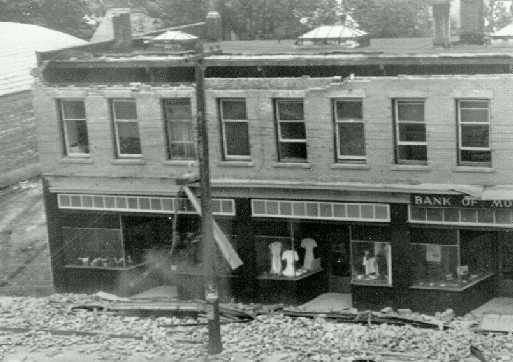
Das 1946 durch ein Erdbeben zerstörte Gebäude der Bank of Montreal

Am 23. Juni 1946 zerstörte ein schweres Erdbeben der Stärke 7,3 zahlreiche Gebäude in der Stadt, wie etwa das Gebäude der Bank of Montreal. Das Epizentrum lag am Forbidden Plateau nördlich von Port Alberni. 1964 brachten das als Good Friday Earthquake bekannte Erdbeben und die dadurch ausgelösten zwei Tsunamiwellen schwere Zerstörungen. Es wurden ca. 375 Häuser beschädigt, 55 komplett weggeschwemmt, jedoch wurde niemand ernsthaft verletzt.
1967 wurden Alberni (im Norden) und Port Alberni (im Süden) zu Port Alberni vereinigt.
1973 wurde die seit 1891 betriebene Alberni Indian Residential School geschlossen. Dabei handelte es sich um eine der in ganz Kanada bestehenden „Indianer“-Schulen für die Kinder der First Nations und Inuit, die dort internatartig untergebracht wurden. Allgemein kam es zu Tausenden von Übergriffen auf die Schüler, zu hohen Sterblichkeitsraten, für die sich die Regierung im Jahr 2008 entschuldigte. Das Gebäude wurde im Jahr 2009 abgerissen.
Die Stadt entwickelte sich, insbesondere, nachdem der Pacific-Rim-Nationalpark entstanden war, zu einem wichtigen Touristikzentrum auf Vancouver Island.

## Demographie
Die letzte offizielle Volkszählung, der Census 2016, ergab für die Ansiedlung eine Bevölkerungszahl von 17678 Einwohnern, nachdem der Zensus im Jahr 2011 für die Gemeinde noch eine Bevölkerungszahl von 17743 Einwohnern ergeben hatte. Die Bevölkerung hat dabei im Vergleich zum letzten Zensus im Jahr 2011 um 0,4 % abgenommen und sich damit entgegen dem Provinzdurchschnitt, mit einer Bevölkerungszunahme in British Columbia um 5,6 %, entwickelt. Im Zensuszeitraum 2006 bis 2011 hatte die Einwohnerzahl in der Gemeinde noch schwächer als die Entwicklung in der Provinz, dort mit einem Wachstum um 7,0 %, nur um 1,1 % zugenommen.
Für den Zensus 2016 wurde für die Gemeinde ein Medianalter von 48,7 Jahren ermittelt. Das Medianalter der Provinz lag 2016 bei nur 43,0 Jahren. Das Durchschnittsalter lag in Port Alberni bei 45,3 Jahren  bzw. bei 42,3 Jahren in der Provinz. Zum Zensus 2011 wurde für die Gemeinde noch ein Medianalter von 46,6 Jahren ermittelt. Das Medianalter der Provinz lag 2011 bei nur 41,9 Jahren.

## Politik
Die Zuerkennung der des Status einer Stadt (incorporated als City) und die damit verbundene kommunalen Selbstverwaltung erfolgte am 12. März 1912.
Bürgermeister der Gemeinde ist Mike Ruttan. Zusammen mit sechs weiteren Bürgern bildet er den Rat der Kleinstadt (council).

## Wirtschaft

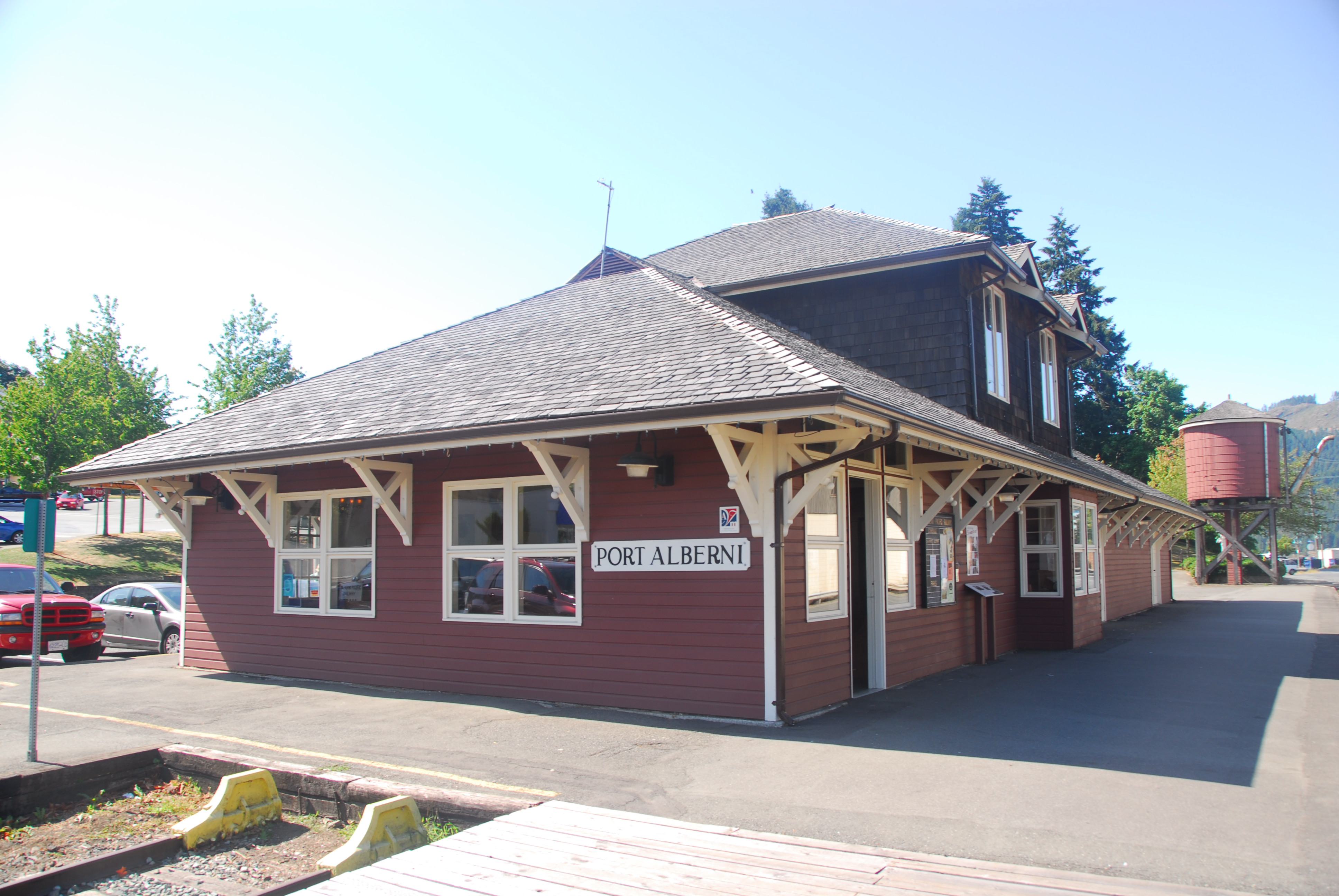
Der Bahnhof der Stadt

Das Durchschnittseinkommen der Beschäftigten von Port Alberni lag im Jahr 2005 bei unterdurchschnittlichen 23.392 C $, während es zur selben Zeit im Durchschnitt der gesamten Provinz British Columbia 24.867 C $ betrug. Zu den wichtigen großen Unternehmen gehören die holzverarbeitenden Betriebe und Sägemühlen, zum Beispiel die Port Alberni Mill.

## Verkehr
Die Stadt liegt am Highway 4 und besitzt mit dem Alberni Valley Regional Airport einen eigenen Flughafen. Der örtliche Flughafen (IATA-Code: YPB, ICAO-Code: -, Transport Canada Local Identifier: CBS8) hat eine asphaltierte Start- und Landebahn von 1525 m Länge und liegt rund 11 km nordwestlich der Gemeinde. Neben diesem gibt es noch zwei offizielle Landeplätze auf dem Sproat Lake, unter anderem an der Basis der Martin-JRM-Wasserflugzeuge, sowie einen Landeplatz auf dem Alberni Inlet.
Weiterhin verkehrt von Port Alberni mit der Frances Barkley ein Versorgungsschiff nach Ucluelet bzw. Bamfield.

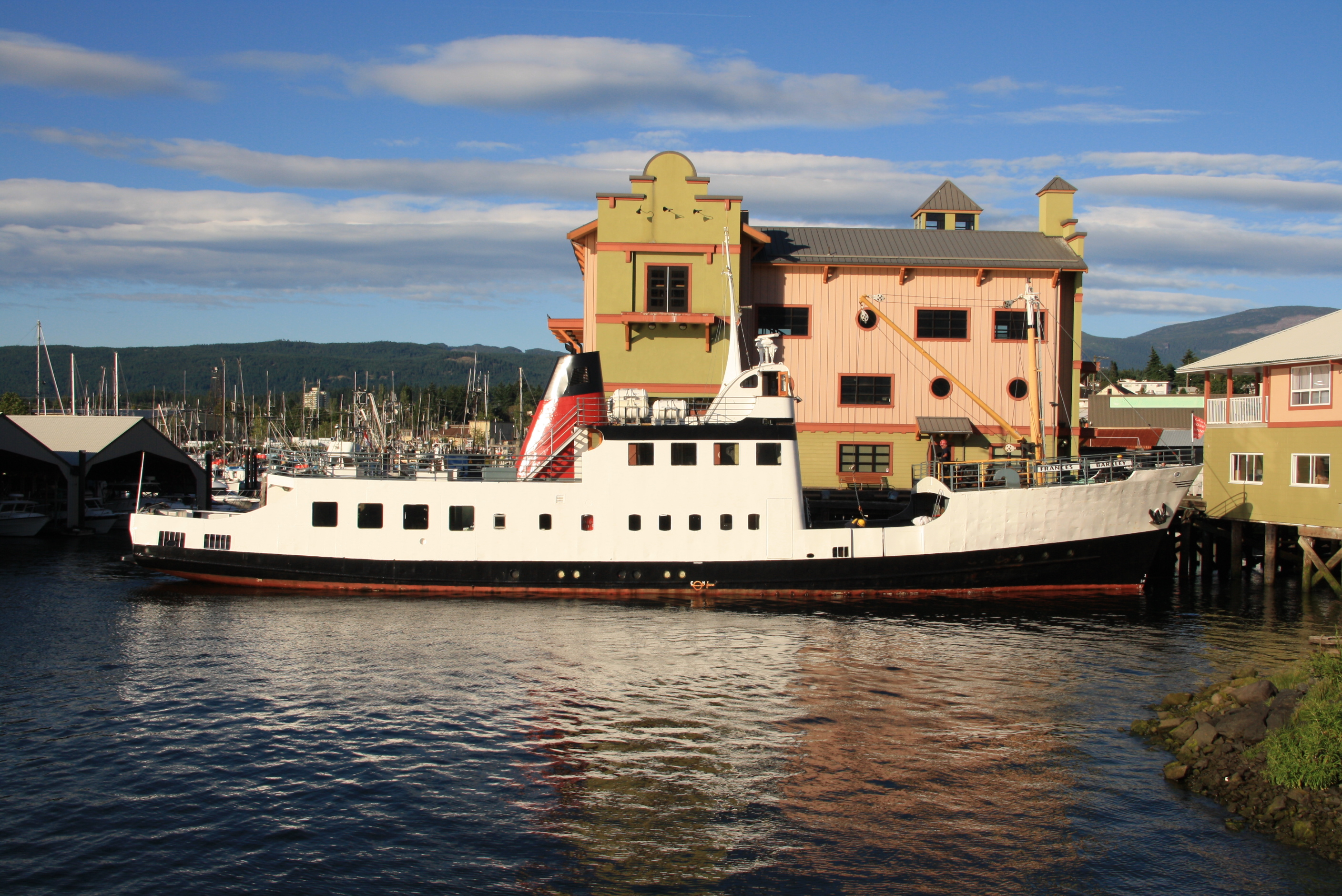
Die "Frances Barkley" im Hafen von Port Alberni.

Öffentlicher Personennahverkehr wird örtlich mit mehreren Buslinien durch das „Port Alberni Regional Transit System“ angeboten, welches von BC Transit in Kooperation betrieben wird.
Zudem wird eine Museumsbahn betrieben, die Alberni Pacific Railway, die mit einer Dampflokomotive vom Bahnhofsgebäude auf dem Hafengelände Port Albernis zur historischen Sägemühle McLean Mill (heute McLean Mill National Historic Site) führt, die von 1926 bis 1965 betrieben wurde.

## Persönlichkeiten
- Gilbert Malcolm Sproat (1834–1913), kanadischer Unternehmer (später hoher Regierungsbeamter und Autor), Mitarbeiter im ersten Sägewerk der Stadt, das von der Anderson Company betrieben wurde
- Kim Campbell (* 1947), Diplomatin, Politikerin und 19. Premierministerin Kanadas
- Margaret Horsfield (* 1953), Sachbuchautorin und Journalistin
- Rick Hansen (* 1957), Behindertensportler
- Eric Jespersen (* 1961), Segler
- Kenneth Oppel (* 1967), Schriftsteller
- Jim Hiller (* 1969), Eishockeyspieler und -trainer
- Davis Payne (* 1970), Eishockeyspieler und -trainer
- Laurent Brossoit (* 1993), Eishockeytorwart